# Sete Sóis Sete Luas
El Festival Sete Sóis Sete Luas, en 2006 en la seua XIV edició és promogut per una xarxa cultural de prop de 30 ciutats de 8 països distints: Cap Verd, Espanya, França, Grècia, Israel, Itàlia, Marroc i Portugal.
Realitza projectes de música popular, de teatre de carrer, d'arts plàstiques, aconseguint involucrar a grans figures de la cultura europea i mediterrània, com Emir Kusturica o Jovanotti.
Ha rebut el suport dels programes de la Unió Europea Calidoscopi (1993, 1998), Cultura2000 (1999, 2003, 2004) i Interreg IIIB Medocc (2005) per la dimensió europea i la qualitat cultural del projecte.
Els presidents d'honor del Festival eren els Premis Nobel José Saramago i Dario Fo.
La XXIII Edició de 2015 se celebrà a Tavernes de la Valldigna.